# Tonnant (1743)
Pour les autres navires du même nom, voir Le Tonnant.
Le Tonnant est un navire de guerre français en service de 1744 à 1780. C'est un vaisseau de deuxième rang portant 80 canons sur deux ponts. Il participe à trois guerres navales : la Succession d'Autriche et de Sept Ans (sous Louis XV) puis d'Amérique (sous Louis XVI).

## Construction
Le Tonnant est construit à Toulon entre 1740 et 1744 sur les plans de François Coulomb. Il fait partie de la nouvelle série des deux-ponts plus puissants lancés à cette époque par la marine française pour compenser son infériorité sur la Royal Navy qui dispose de beaucoup plus de navires depuis la fin des guerres de Louis XIV. C'est le premier vaisseau de ce type. Il est armé avec 80 canons, soit :
- 30 canons de 36 livres dans sa première batterie ;
- 32 canons de 18 livres dans sa seconde batterie ;
- et 18 canons de 8 livres sur ses gaillards.

## La carrière duTonnant

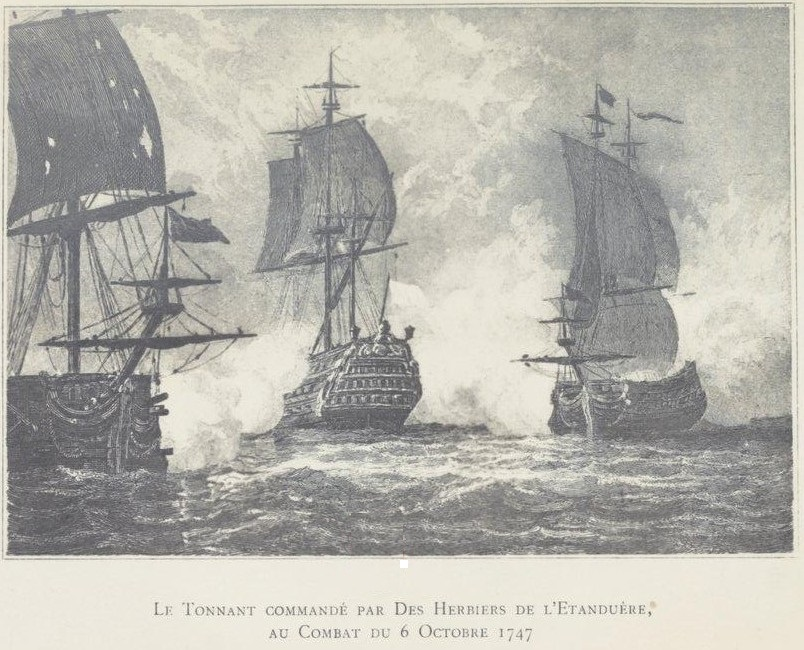
Le Tonnant attaqué par deux vaisseaux anglais à la bataille du Cap Finisterre en 1747.

### Guerre de Succession d'Autriche
Il est lancé au moment où la France entre dans la guerre de Succession d'Autriche. Ce puissant deux-ponts de 80 canons est une des principales unités de la flotte de Louis XV car la France de cette époque ne construit plus de trois-ponts de 100 canons. Il sert donc de navire amiral au huit vaisseaux du marquis de l'Estenduère chargé d'escorter, à l'automne 1747, un gros convoi de plus de 250 navires de commerce vers les Antilles. 
Les Anglais ayant repéré le convoi, ils l'attaquent au large du Cap Finisterre. Lors de ce combat, les vaisseaux français se sacrifient en affrontant les quatorze britanniques de Hawke, pour assurer la fuite des navires marchands. Le Tonnant y soutient pendant plusieurs heures un combat acharné. Partiellement démâté, il n'arrive à s'échapper que remorqué par l’Intrépide de Vaudreuil, qui s'est porté à son secours en traversant la ligne anglaise. Impressionnés par la puissance de son feu, les Anglais le surnomment l’Enfer.

### Guerre de Sept Ans
En 1757, il est placé sous les ordres du chef d'escadre Baufremont et sert encore une fois de navire amiral pour faire traverser l'Atlantique à une petite escadre de 5 vaisseaux et d'une frégate afin d'aller porter des renforts à Saint-Domingue puis de se porter sur Louisbourg. En février, le Tonnant quitte Brest à la tête de l'escadre, mène à bien sa mission dans les Antilles et arrive à Louisbourg à la fin du mois de mai. Il participe ainsi à l'importante concentration navale qui sauve Louisbourg de l'invasion cette année-là. En octobre, le Tonnant quittait la place pour rentrer en France. Comme tous les autres vaisseaux, il est touché par la grave épidémie de typhus qui ravage les équipages et qui contamine Brest en novembre, faisant des milliers de morts dans la ville.
En novembre 1759, le Tonnant, sous le commandement d’Antoine de Marges de Saint-Victoret fait partie des 21 vaisseaux de l'escadre de Conflans sortie de Brest pour couvrir une tentative de débarquement en Angleterre. Il porte encore la marque du chef d'escadre Bauffremont et se trouve à la tête de l'escadre blanche et bleue, c'est-à-dire le centre. Au lendemain du combat qui voit la défaite de la flotte française, il fuit le champ de bataille avec un groupe de vaisseaux pour se réfugier à Rochefort (novembre 1759).

### Guerre d'Amérique
Le Tonnant est refondu en 1770. Lorsque la France entre dans la guerre d'Indépendance américaine, il participe à la campagne de d'Estaing en Amérique et aux Antilles en 1778-1779. Commandé à cette occasion par le comte de Bruyères, capitaine de vaisseau, il arbore le pavillon du comte de Breugnon, chef d'escadre. Il est notamment présent lors de la tentative d'attaque sur Newport (1778) et à la bataille de la Grenade (6 juillet 1779). 
En 1780, il est requis pour participer à l'une des nombreuses missions d'escorte des bâtiments marchands dont doit s’acquitter la marine royale. Accompagné d'une flûte, il protège un convoi de 56 navires de commerce qui quitte Saint-Domingue en janvier et arrive sans pertes en France au mois de mars. Le Tonnant finit sa carrière en avril 1780, après 36 années de service.

## Autre navires
Il existe au moins six vaisseaux de guerre français qui ont porté le nom de Tonnant :
1. Tonnant de 76 canons - Brest 1680-1692.
2. Tonnant de 90 canons - Toulon 1693-1708.
3. Tonnant de 80 canons - Toulon 1740-1780.
4. Tonnant de 80 canons, classe Tonnant) - Toulon 1789-1821.
5. Tonnant (rebaptisé Ville de Varsovie) de 80 canons, classe Tonnant - Rochefort 1808-1809.
6. Tonnant (rebaptisé le Louis XIV) de 118 canons - Rochefort 1811-1882.

## Sources et bibliographie
: document utilisé comme source pour la rédaction de cet article.
- Archives nationales de France, fonds Marine série B5 carton 3, Liste des vaisseaux du Roy pour l'année 1746.
- Jean Boudriot, « Un modèle du Tonnant 1740-1780 », dans Neptunia no 174, 1789.
- Michel Vergé-Franceschi, La Marine française au XVIIIe siècle : guerres, administration, exploration, Paris, SEDES, coll. « Regards sur l'histoire », 1996, 451 p. (ISBN 2-7181-9503-7)
- Michel Vergé-Franceschi (dir.), Dictionnaire d'histoire maritime, Paris, éditions Robert Laffont, coll. « Bouquins », 2002, 1508 p. (ISBN 2-221-08751-8 et 2-221-09744-0, BNF 38825325)
- Jean Meyer et Martine Acerra, Histoire de la marine française : des origines à nos jours, Rennes, Ouest-France, 1994, 427 p. [détail de l’édition] (ISBN 2-7373-1129-2, BNF 35734655)
- Rémi Monaque, Une histoire de la marine de guerre française, Paris, éditions Perrin, 2016, 526 p. (ISBN 978-2-262-03715-4)
- Alain Boulaire, La Marine française : De la Royale de Richelieu aux missions d'aujourd'hui, Quimper, éditions Palantines, 2011, 383 p. (ISBN 978-2-35678-056-0)
- Martine Acerra et André Zysberg, L'essor des marines de guerre européennes : vers 1680-1790, Paris, SEDES, coll. « Regards sur l'histoire » (no 119), 1997, 298 p. [détail de l’édition] (ISBN 2-7181-9515-0, BNF 36697883)
- Patrick Villiers, La France sur mer : De Louis XIII à Napoléon Ier, Paris, Fayard, coll. « Pluriel », 2015, 286 p. (ISBN 978-2-8185-0437-6).
- Patrick Villiers, Des vaisseaux et des hommes : La marine de Louis XV et de Louis XVI, Paris, Fayard, coll. « Histoire », 2021, 416 p. (ISBN 978-2-213-68127-6)
- Patrick Villiers, La marine de Louis XVI, Nice, Ancre, 2020, 480 p. (ISBN 979-10-96873-57-9)
- Jean-Michel Roche (dir.), Dictionnaire des bâtiments de la flotte de guerre française de Colbert à nos jours, t. 1, de 1671 à 1870, éditions LTP, 2005, 530 p. (lire en ligne)
- Onésime Troude, Batailles navales de la France, t. 1, Paris, Challamel aîné, 1867-1868, 453 p. (lire en ligne)
- Onésime Troude, Batailles navales de la France, t. 2, Paris, Challamel aîné, 1867, 469 p. (lire en ligne)
- Georges Lacour-Gayet, La Marine militaire de la France sous le règne de Louis XV, Honoré Champion éditeur, 1910 (1re éd. 1902) (lire en ligne).
- Georges Lacour-Gayet, La marine militaire de France sous le règne de Louis XVI, Paris, éditions Honoré Champion, 1905 (lire en ligne)